# 돌산읍
돌산읍(突山邑)은 대한민국 전라남도 여수시의 읍이다. 넓이는 71.77㎢이고, 인구는 2009년 기준으로 14,897명이다.

## 개요
돌산읍은 서쪽의 가막만, 남쪽의 외해인 남해, 북쪽의 여수반도를 바라보는 도서였지만 현재는 돌산대교로 여수반도와 연결되어 있다. 이러한 반도적 위치는 항구 발달에 유리하여 천혜의 어장을 형성할·수 있는 자연적 조건을 갖추고 있으며 과거 공동 어장을 중심으로 한 연근해 어업과 최근 양식업의 증가는 돌산의 지리적 특정을 잘 활용한 것이라 할 수 있다.

## 행정 구역
| 법정리 | 한자명 | 행정리                                                                    | 비고            |
| ------ | ------ | ------------------------------------------------------------------------- | --------------- |
| 군내리 | 郡內里 | 군내, 동내, 남외, 서외, 송도                                              | 읍사무소 소재지 |
| 금봉리 | 金鳳里 | 봉양, 속전, 금천, 송시, 항대                                              |                 |
| 금성리 | 金星里 | 작금, 성두                                                                |                 |
| 둔전리 | 屯田里 | 둔전, 봉수                                                                |                 |
| 서덕리 | 瑞德里 | 서기, 덕곡, 승월                                                          |                 |
| 신복리 | 新福里 | 신기, 대복, 예교                                                          |                 |
| 우두리 | 牛頭里 | 상동, 하동, 백초, 진목, 진두, 세구지1, 세구지2, 세구지3, 세구지4, 세구지5 |                 |
| 율림리 | 栗林里 | 대율, 백포, 소율, 임포                                                    |                 |
| 죽포리 | 竹圃里 | 죽포, 봉림, 방죽, 두문                                                    |                 |
| 평사리 | 平沙里 | 평사, 모장, 도실, 월암, 계동, 굴전                                        |                 |

## 학교
| 학교명                | 소재지                         | 비고        |
| --------------------- | ------------------------------ | ----------- |
| 돌산초등학교          | 돌산읍 돌산로 1184 (군내리)    |             |
| 돌산초등학교 금봉분교 | 돌산읍 돌산로 1478 (금봉리)    | 2005년 폐교 |
| 돌산초등학교 대신분교 | 돌산읍 돌산로 958 (신복리)     | 2005년 폐교 |
| 돌산초등학교 송도분교 | 돌산읍 송도길 36-1 (군내리)    | 2010년 폐교 |
| 돌산중앙초등학교      | 돌산읍 돌산로 2531 (둔전리)    | 2007년 폐교 |
| 백초초등학교          | 돌산읍 돌산로 3560-10 (우두리) |             |
| 백초초등학교 우두분교 | 돌산읍 상하동길 174 (우두리)   | 2013년 폐교 |
| 금성초등학교          | 돌산읍 돌산로 616-20 (금성리)  | 1999년 폐교 |
| 굴전초등학교          | 돌산읍 돌산로 3017-15 (평사리) | 1999년 폐교 |
| 율림초등학교          | 돌산읍 향일암로 365 (율림리)   | 1999년 폐교 |
| 봉덕초등학교          | 돌산읍 죽포1길 21-16 (죽포리)  |             |
| 봉덕초등학교 평사분교 | 돌산읍 평사로 572-9 (평사리)   |             |
| 동백초등학교          | 돌산읍 강남10길 27 (우두리)    |             |
| 돌산중학교            | 돌산읍 돌산로 1197 (군내리)    |             |
| 돌산중앙중학교        | 돌산읍 돌산로 2429 (둔전리)    |             |
| 여수해양과학고등학교  | 돌산읍 돌산로 1201-18 (군내리) |             |

## 주거
| 단지명       | 건설사         | 시행사       | 주소                    | 입주       | 비고 |
| ------------ | -------------- | ------------ | ----------------------- | ---------- | ---- |
| 돌산청솔 1차 | 새한종합건설㈜ | 한국토지신탁 | 강남8길 20 (우두리)     | 2000년 9월 |      |
| 돌산청솔 2차 | ㈜새롬성원     | 한국토지신탁 | 강남동로 46-19 (우두리) | 2003년 2월 |      |
| 돌산청솔 3차 | ㈜새롬성원     | 한국토지신탁 | 강남동로 46-7 (우두리)  | 2003년 2월 |      |